# Cattedrale di Tudela
La cattedrale di Santa Maria (in spagnolo: Catedral de Santa María) è il principale luogo di culto della città di Tudela, in Spagna, sede vescovile dell'arcidiocesi di Pamplona e Tudela.

## Storia
La cattedrale di Tudela è un tempio tardo romanico cistercense, la cui costruzione è iniziata nel 1180 durante il regno di Sancho VI il Saggio. La grande moschea di Tudela (IX - XI secolo) fu distrutta per costruire il nuovo tempio e solo alcune delle sue fondamenta si salvarono. Inizialmente la chiesa ha avuto funzione di collegiata, diventando la cattedrale quando XVIII secolo è stata eretta la diocesi di Tudela, per scorporo del territorio dalla vicina diocesi di Tarazona. La chiesa è stata elevata alla dignità di cattedrale da Pio VI nel XVIII secolo.